# Miloš Mažár
Ing. Miloš Mažár (* 18. září 1953) je bývalý slovenský fotbalista, záložník.

## Fotbalová kariéra
V československé lize hrál za Jednotu Trenčín. Gól v lize nedal.

## Veřejný život
Byl komunálním politikem za HZDS.

## Ligová bilance
| Ročník                                   | Zápasy | Góly | Klub            |
| ---------------------------------------- | ------ | ---- | --------------- |
| 1. československá fotbalová liga 1979/80 | -      | 0    | Jednota Trenčín |
| CELKEM 1. liga                           | -      | 0    |                 |